# Donaldo González
Donaldo González Barañano (Santiago de Veraguas, 27 de noviembre de 1971) es un exfutbolista y entrenador panameño. Actualmente es el preparador de arqueros de la Selección de fútbol de Panamá.

## Selección nacional

### Participaciones en selección nacional
| Copa            | Sede      | Resultado    | Partidos |
| --------------- | --------- | ------------ | -------- |
| Copa Uncaf 1997 | Guatemala | Primera fase | 1        |
| Copa Uncaf 2001 | Honduras  | Cuarto lugar | 3        |
| Copa Uncaf 2005 | Guatemala | Cuarto lugar | 3        |

## Clubes

### Como futbolista
| Club                | País     | Año         |
| ------------------- | -------- | ----------- |
| Projusa FC          | Panamá   | 1996        |
| Olimpia             | Honduras | 1997 − 2004 |
| Marathón            | Honduras | 2004 - 2006 |
| Chorrillo FC        | Panamá   | 2006 - 2007 |
| Atlético Veragüense | Panamá   | 2007        |

### Como entrenador
| Club             | País   | Año       |
| ---------------- | ------ | --------- |
| CA Independiente | Panamá | 2017-2018 |
| CD Universitario | Panamá | 2019      |

### Preparador de arqueros
| Club                       | País   | Año         | Entrenador          |
| -------------------------- | ------ | ----------- | ------------------- |
| Selección de Panamá        | Panamá | 2008        | Alexandre Guimarães |
| Selección de Panamá        | Panamá | 2008 - 2009 | Gary Stempel        |
| Selección de Panamá        | Panamá | 2008        | Jorge Dely Valdés   |
| Selección de Panamá        | Panamá | 2010 − 2013 | Julio Dely Valdés   |
| Selección de Panamá        | Panamá | 2019 − 2020 | Américo Gallego     |
| Selección de Panamá        | Panamá | 2020 - Act. | Thomas Christiansen |
| Selección sub-20 de Panamá | Panamá | 2020 - 2021 | Saúl Maldonado      |

## Palmarés

### Como jugador
| Título           | Club     | País     | Año      |
| ---------------- | -------- | -------- | -------- |
| Copa de Honduras | Olimpia  | Honduras | 1998     |
| Liga Honduras    | Olimpia  | Honduras | Cl. 1999 |
| Liga Honduras    | Olimpia  | Honduras | Ap. 2000 |
| Liga Honduras    | Olimpia  | Honduras | Ap. 2002 |
| Liga Honduras    | Olimpia  | Honduras | Cl. 2004 |
| Liga Honduras    | Marathón | Honduras | Ap. 2004 |

### Como entrenador
| Título        | Club          | País   | Año      |
| ------------- | ------------- | ------ | -------- |
| Liga Panameña | Independiente | Panamá | Cl. 2018 |